# Stadio Giovanni Zini
Het Stadio Giovanni Zini is een voetbalstadion in Cremona (Italië). Het is de thuisbasis van voetbalclub US Cremonese. Het stadion werd geopend in 1919 en biedt plaats aan 16.003 toeschouwers.

## Geschiedenis
Het stadion werd in 1919 geopend onder de naam Campo Inglese (Engels veld), verwijzend naar de Engelse soldaten die er in de Eerste Wereldoorlog zaten gestationeerd. Het stadion herbergde toen nog amper 500 toeschouwers. In 1922 werd een wielerbaan geopend rondom het veld, waarna het stadion de naam Motovelodrome kreeg. In 1924 werd het stadion vernoemd naar Giovanni Zini, een doelman die omkwam in de Eerste Wereldoorlog. In 1927 raakte de wielerbaan beschadigd bij een storm. Na een langdurige renovatie tussen 1927 en 1931, waarbij de nog steeds bestaande hoofdtribune werd gebouwd, werd het stadion omgedoopt tot Campo Polisportivo. Twee jaar later werd de naam van Roberto Farinacci, politicus van de PNF, aan de naam toegevoegd. Om geen associaties meer te hebben met het fascisme, werd later de naam Giovanni Zini in ere hersteld. Tegelijkertijd werd de wielerbaan weggehaald en werd het stadion alleen nog gebruikt voor voetbal.
In 1977 werden er tribunes aan de noord- en oostzijde van het stadion gerealiseerd. Tussen 1983 en 1986 werden de zuidzijde - waar tegenwoordig de tifosi van US Cremonese zitten - en de hoeken van tribunes voorzien. In 2017 en 2018 werden de oost- en zuidtribune overdekt. In 2019 kocht de club het stadion over van de gemeente. In hetzelfde jaar verdwenen alle staanplaatsen en werd het Giovanni Zini een all-seater.
Het stadion was in het seizoen 1988/89 het toneel van de returnwedstrijd van de Italiaanse bekerfinale, die Sampdoria met 4-0 van Napoli won. Het stadion host ook regelmatig rugbywedstrijden en werd in 2015 gebruikt tijdens het wereldkampioenschap rugby onder 20.

## Bron
- Stadioninformatie bij Stadium Database

Giuseppe Meazza (AC Milan/Inter Milan) ·
Olimpico (AS Roma/SS Lazio) ·
Atleti Azzuri (Atalanta Bergamo) ·
Renato Dall'Ara (Bologna) ·
Giovanni Zini (Cremonese) ·
Carlo Castellani (Empoli) ·
Artemio Franchi (Fiorentina) ·
Marcantonio Bentegodi (Hellas Verona) ·
Allianz Stadium (Juventus) ·
Via del Mare (Lecce) ·
Brianteo (Monza) ·
Diego Armando Maradona (Napoli) ·
Arechi (Salernitana) ·
Luigi Ferraris (Sampdoria) ·
Città del Tricolore (Sassuolo) ·
Alberto Picco (Spezia) ·
Olimpico di Torino (Torino) ·
Friuli (Udinese)
Cino e Lillo Del Duca (Ascoli) ·
San Nicola (Bari) ·
Ciro Vigorito (Benevento) ·
Mario Rigamonti (Brescia) ·
Unipol Domus (Cagliari) ·
Pier Cesare Tombolato (Cittadella) ·
Giuseppe Sinigaglia (Como) ·
San Vito-Gigi Marulla (Cosenza) ·
Benito Stirpe (Frosinone) ·
Luigi Ferraris (Genoa) ·
Alberto Braglia (Modena) ·
Renzo Barbera (Palermo) ·
Ennio Tardini (Parma) ·
Renato Curi (Perugia) ·
Garibaldi-Romeo Anconetani (Pisa) ·
Oreste Granillo (Reggina) · 
Paolo Mazza (SPAL) ·
Druso (Südtirol) ·
Libero Liberati (Ternana) ·
Pierluigi Penzo (Venezia)